# Frencq
Frencq település Franciaországban, Pas-de-Calais megyében. Lakosainak száma 899 fő (2022. január 1.). Frencq Halinghen, Lefaux, Longvilliers, Tingry, Tubersent, Widehem, Cormont, Étaples és Hubersent községekkel határos.

## Népesség
A település népességének változása:
| Lakosok száma | 803  | 810  | 844  | 843  | 860  | 870  | 896  | 906  | 899  |
|               | 2013 | 2015 | 2016 | 2017 | 2018 | 2019 | 2020 | 2021 | 2022 |